# Орофино (Айдахо)
Орофино (англ. Orofino) — окружной центр округа Клируотер, штат Айдахо, США. Согласно переписи 2010 года население составляло 3142 человека, что на 105 человек меньше, чем в 2000 году.

## География
Орофино расположено по координатам 46°29′14″ с. ш. 116°15′29″ з. д. . По данным Бюро переписи населения США в 2010 году город имел площадь 6,40 км², из которых 6,03 км² — суша и 0,37 км² — водоёмы.

### Климат
| Показатель                          | Янв.  | Фев.  | Март  | Апр. | Май  | Июнь | Июль | Авг. | Сен. | Окт. | Нояб. | Дек.  | Год   |
| ----------------------------------- | ----- | ----- | ----- | ---- | ---- | ---- | ---- | ---- | ---- | ---- | ----- | ----- | ----- |
| Абсолютный максимум, °C             | 16,7  | 20,0  | 27,8  | 36,7 | 40,6 | 44,4 | 47,8 | 46,7 | 41,7 | 33,3 | 21,7  | 16,7  | 47,8  |
| Средний суточный максимум, °C       | 3,2   | 7,7   | 13,0  | 17,8 | 22,2 | 26,5 | 31,6 | 32,3 | 26,0 | 17,3 | 7,8   | 2,9   | 17,4  |
| Средний суточный минимум, °C        | −3,8  | −2,2  | 0,0   | 3,2  | 6,7  | 10,2 | 12,1 | 11,6 | 7,4  | 2,4  | −0,5  | −3,2  | 3,7   |
| Абсолютный минимум, °C              | −23,9 | −22,8 | −11,1 | −2,8 | −2,2 | 1,7  | 5,0  | 3,9  | −2,2 | −9,4 | −17,2 | −26,1 | −26,1 |
| Норма осадков, мм                   | 74    | 68    | 64    | 61   | 66   | 42   | 27   | 22   | 31   | 50   | 86    | 84    | 675   |
| Источник: NOAA (normals, 1971–2000) |       |       |       |      |      |      |      |      |      |      |       |       |       |

## Демография
| Год переписи | Нас. |  | %±     |
| ------------ | ---- |  | ------ |
| 1910         | 384  |  | —      |
| 1920         | 537  |  | 39,8%  |
| 1930         | 1078 |  | 100,7% |
| 1940         | 1602 |  | 48,6%  |
| 1950         | 1656 |  | 3,4%   |
| 1960         | 2471 |  | 49,2%  |
| 1970         | 3883 |  | 57,1%  |
| 1980         | 3711 |  | −4,4%  |
| 1990         | 2868 |  | −22,7% |
| 2000         | 3247 |  | 13,2%  |
| 2010         | 3142 |  | −3,2%  |
| 2020         | 2656 |  | −15,5% |

### Перепись 2010 года
По данным переписи 2010 года, в городе проживало 3 142 человека в 1 167 домохозяйствах в составе 698 семей. Плотность населения составила 520,7 чел./км². Было 1 285 квартир, средняя густота которых составляла 212,9/км². Расовый состав города: 91,7% белых, 0,5% афроамериканцев, 2,5% индейцев, 1,4% азиатов, 0,3% тихоокеанских островитян, 1,2% других рас, а также 2,4% двух или более рас. Доля испанцев и латиноамериканцев составляла 4,3% населения.
Из 1 167 домохозяйств 24,3% имели детей младше 18 лет, которые жили с родителями; 46,4% были супругами, жившими вместе; 9,3% имели хозяйку без мужа; 4,2% имели хозяина без жены и 40,2% не являлись семьями. 34,8% домохозяйств состояли из одного человека, в том числе 17,5% в возрасте 65 лет и старше. В среднем на домохозяйство приходилось 2,17 человек, а средний размер семьи составлял 2,77 человека.
Средний возраст жителей города составил 43,7 лет. Из них 17% — лица младше 18 лет; 7,2% — лица в возрасте от 18 до 24 лет; 27,3% — лица в возрасте от 25 до 44 лет; 28,3% — лица в возрасте от 45 до 64 лет и 20,1% — лица в возрасте 65 лет и старше. Половой состав населения: 58,3% — мужчины и 41,7% — женщины.
Средний доход на одно домашнее хозяйство составил 45 114 долларов США (медиана — 37 875), а средний доход на одну семью — 52 404 доллара (медиана — 44 500). Медиана доходов составляла 38 098 долларов для мужчин и 25 250 долларов для женщин. За чертой бедности находилось 16,6% лиц, в том числе 20,5% детей младше 18 лет и 8,2% лиц в возрасте 65 лет и старше.
Гражданское трудоустроенное население составляло 866 человек. Основные области занятости: образование, здравоохранение и социальная помощь — 28,1%, сельское хозяйство, лесничество, рыбалка — 12,8%, розничная торговля — 11,3%, искусство, развлечения и отдых — 10,0%.

### Перепись 2000 года
По данным переписи 2000 года, в городе проживало 3 247 человек в 1 137 домохозяйствах в составе 767 семей. Плотность населения составила 520,2 чел./км². Было 1 279 квартир, средняя густота которых составляла 204,9/км². Расовый состав города: 93,93% белых, 0,37% афроамериканцев, 2,13% индейцев, 0,59% азиатов, 0,09% тихоокеанских островитян, 0,99% других рас и 1,91% двух или более рас. Доля испанцев и латиноамериканцев составляла 2,25% населения.
Из 1 137 домохозяйств 28,9% имели детей младше 18 лет, которые жили с родителями; 54,1% были супругами, жившими вместе; 8,4% имели хозяйку без мужа, и 32,5% не являлись семьями. 27,6% домохозяйств состояло из одного человека, в том числе 12,8% в возрасте 65 лет и старше. В среднем на домохозяйство приходилось 2,33 жителя, а средний размер семьи составлял 2,83 человека.
Возрастной состав населения: 20,1% — лица младше 18 лет, 7,9% — лица в возрасте от 18 до 24 лет, 30,4% — лица в возрасте от 25 до 44, 26,1% — лица в возрасте от 45 до 64 лет и 15,6% — лица в возрасте 65 лет и старше. Средний возраст жителей — 40 лет. Половой состав населения: 57,4% — мужчины и 42,9% — женщины.
Средний доход домохозяйств в городе составил 30 580 долларов США, семей — 36 908 долларов. Средний доход мужчин составил 30 386 долларов и 20 968 долларов у женщин. Доход на душу населения в городе составлял 14 563 долларов. Приблизительно 7,6% семей и 12,1% населения находились за чертой бедности, включая 16,3% лиц младше 18 лет и 7,1% лиц в возрасте 65 лет и старше.

## Персоналии
- Джанетт Лофф (1906—1942) — американская актриса и певица.